# Апертура 2010 (Сальвадор)
Апертура 2010 (исп. Torneo Apertura 2010) — первая половина 77-го сезона чемпионата Сальвадора по футболу.

## Участники
| Команда           | Город                |
| ----------------- | -------------------- |
| Исидро Метапан    | Метапан              |
| Альянса           | Сан-Сальвадор        |
| Луис Анхель Фирпо | Усулутан             |
| Агила             | Сан-Мигель           |
| Атлетико Бальбоа  | Ла-Уньон             |
| Виста Эрмоса      | Сан-Франциско Готера |
| Атлетико Марте    | Сан-Сальвадор        |
| ФАС               | Санта-Ана            |
| УЭС               | Сан-Сальвадор        |
| Онсе Мунисипаль   | Ауачапан             |

## Турнирная таблица
| М  | Команда           | И  | В  | Н | П  | Мячи    | ±   | О  | Примечания     |
| -- | ----------------- | -- | -- | - | -- | ------- | --- | -- | -------------- |
| 1  | Исидро Метапан    | 18 | 10 | 4 | 4  | 34 − 27 | +7  | 34 | Финальная фаза |
| 2  | Альянса           | 18 | 9  | 6 | 3  | 26 − 13 | +13 | 33 | Финальная фаза |
| 3  | Луис Анхель Фирпо | 18 | 8  | 7 | 3  | 24 − 17 | +7  | 31 | Финальная фаза |
| 4  | Агила             | 18 | 9  | 4 | 5  | 22 − 19 | +3  | 31 | Финальная фаза |
| 5  | Атлетико Бальбоа  | 18 | 7  | 8 | 3  | 21 − 16 | +5  | 29 |                |
| 6  | Атлетико Марте    | 18 | 3  | 9 | 6  | 20 − 25 | −5  | 18 |                |
| 7  | Виста Эрмоса      | 18 | 4  | 5 | 9  | 22 − 28 | −6  | 17 |                |
| 8  | ФАС               | 18 | 4  | 5 | 9  | 19 − 28 | −9  | 17 |                |
| 9  | УЭС               | 18 | 3  | 7 | 8  | 23 − 27 | −4  | 16 |                |
| 10 | Онсе Мунисипаль   | 18 | 3  | 5 | 10 | 16 − 27 | −11 | 14 |                |

И — игры, В — выигрыши, Н — ничьи, П — проигрыши, Мячи — забитые и пропущенные голы, ± — разница голов, О — очки

## Финальная фаза

### Полуфиналы
Первые матчи были проведены 4—5 декабря, а ответные состоялись 11—12 декабря.
| Команда 1 | Итог | Команда 2         | 1-й матч | 2-й матч |
| --------- | ---- | ----------------- | -------- | -------- |
| Агила     | 1:2  | Исидро Метапан    | 1:2      | 0:0      |
| Альянса   | 2:2  | Луис Анхель Фирпо | 1:2      | 1:0      |

### Финал
| Альянса  | 0:0 (0:0) | Исидро Метапан |
| -------- | --------- | -------------- |
|          | Отчёт     |                |
| Пенальти |           |                |
|          | 3:4       |                |

| Чемпион Сальвадора (Апертура) 2010 |
| ---------------------------------- |
| Исидро Метапан в 5-й раз           |